# 一渡水镇
一渡水镇，是中华人民共和国湖南省邵陽市新宁县下辖的一个乡镇级行政单位。

## 行政区划
一渡水镇下辖以下地区：
翠峰社区、一渡水村、金塘村、杨栗村、回水湾村、光安村、大兴村、长庭村、大坪村、舒家村、安阳村、连花村、双塘村、拱桥村、范家村、三渡水村、农溪村、西村坊村、大阳村、向阳村、石楼村、桂香村、五星村、公安村、对江村、赤竹村、古羊村、严塘村、黄山村、潘家村、杨龙村、白竹村、石桥村、板石村、光荣村、高桥村和新宁县谢家岭林场。

## 中国传统村落
2013年8月，西村坊村被评为第二批中国传统村落。